# Jila Mossaed

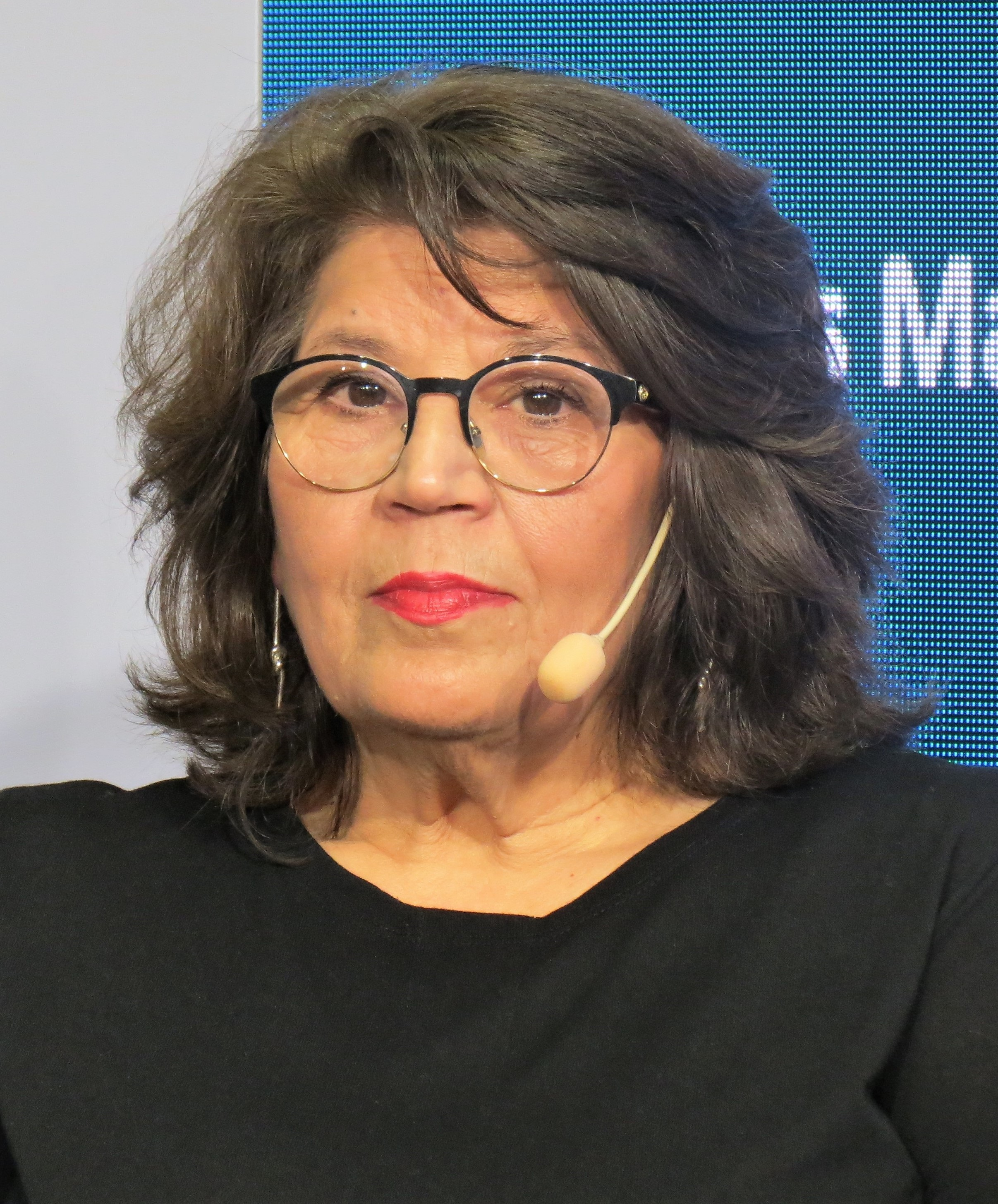
Jila Mossaed, 2019

Jila Mossaed (persisch ژیلا مساعد; * 4. April 1948 in Teheran, Iran) ist eine in Schweden lebende, exiliranische Dichterin und Autorin. Seit 2018 ist sie Mitglied der Schwedischen Akademie, die seit 1901 den Nobelpreis für Literatur vergibt.

## Privatleben
Jila Mossaed wurde am 4. April 1948 in der iranischen Hauptstadt Teheran geboren. Bereits in ihrer frühen Kindheit kam sie durch ihren Vater, der neben seinem Beruf als Richter auch ein gnostischer Poet war, mit Poesie in Berührung. Mit 17 Jahren gelang Mossaed ein erster Durchbruch mit der Veröffentlichung einer Auswahl an selbstgeschriebenen Gedichten in dem persischen Literatur Magazin „Khoshe“. Nach ihrem Studium in den USA und im Iran arbeitete sie als Drehbuchautorin für das iranische Radio und Fernsehen.

## Flucht aus dem Iran
Nach der Islamischen Revolution im Jahre 1979 erschwerte sich die Lage für freie Kulturschaffende im Iran drastisch. Jila Mossaed, die sich selbst als Atheistin bezeichnet, kämpfte seither mit den strengen islamischen Regeln und der starken Zensur von Inhalten. Schließlich entschied sich die damals 38-Jährige, im Jahre 1986, mit ihren zwei Kindern das Land zu verlassen und nach Schweden zu flüchten. Im selben Jahr veröffentlichte sie ihre erste Gedichtsammlung mit dem Titel „Ghazālān-i chālāk-i khātòirah“ (englisch: „The Fast Gazelles of Memory“) Sie lebt derzeit in Göteborg.

## Werke
Jila Mossaeds Werk besteht aus über 20 Büchern, Theaterstücken und Gedichtbänden. Obwohl ihr Fokus auf Lyrik liegt, bedient sie auch andere Genres. Beispielsweise veröffentlichte sie 1995 den Roman „Ishtar“, eine Liebesgeschichte, die in Schweden spielt, und verschiedene zeitliche Perspektiven und Magie beinhaltet. In ihren Texten schreibt sie oft auch über persönliche Themen wie das Leben im Exil, Zensur oder Ungerechtigkeit. Im Jahre 1997 veröffentlichte sie ihren ersten Gedichtband auf Schwedisch unter dem Namen „Månen och den eviga kon“. Ihre Texte, Bücher und Gedichte wurden bereits in verschiedene Sprachen wie niederländisch, deutsch, englisch, französisch und griechisch übersetzt.
Für ihre Arbeit erhielt sie im Jahre 2020 den Preis Vénus Khoury-Ghata. 2022 erhielt sie den Prix Max-Jacob für ihren Gedichtband „Det åttonde landet“ (englisch: „the eighth country“)´.
Am 16. August 2023 war Jila Mossaed die Gastgeberin der beliebten schwedischen Radioshow „Sommar i P1“.

## Schwedische Akademie
Als erste Exilautorin überhaupt wurde sie 2018 zu „Chair 15“ der schwedischen Akademie ernannt. Sie übernahm dabei den Sitz der schwedischen Autorin Kerstin Ekman. Diese zog sich aus der Arbeit in der Akademie zurück, nachdem auf ihren Aufruf, sich für Salman Rushdie, einem indisch-britischen Autor, der von Khomeini 1989 mittels einer Fatwa zum Tode verurteilt wurde, einzusetzen, nichts geschah.